# ۱۲۵ (پیش از میلاد)
۱۲۵ (پیش از میلاد) ۱۲۵مین سال قبل از تقویم میلادی است.